# Résolution 148 du Conseil de sécurité des Nations unies
Membres permanents
- Chine (Taïwan)
- États-Unis
- France
- Royaume-Uni
- URSS

Membres non permanents
- Argentine
- Sri Lanka
- Équateur
- Italie
- Pologne
- Tunisie

Résolution no 147 Résolution no 149
La Résolution 148 est une résolution du Conseil de sécurité de l'ONU votée le 23 août 1960 concernant la République du Niger et qui recommande à l'Assemblée générale des Nations unies d'admettre ce pays comme nouveau membre.

## Contexte historique
Ancienne colonie française devenue État indépendant en 1960. (issu de l'article Niger).
À la suite de cette résolution ce pays est admis à l'ONU le 20 septembre 1960,

## Texte
- Résolution 148 Sur fr.wikisource.org
- Résolution 148 Sur en.wikisource.org